# Açúcar União
Açúcar União é uma marca de açúcar brasileiro, que está no mercado desde 1910 e atualmente pertence ao Grupo Camil.

## História
A marca Companhia União dos Refinadores foi fundada em 4 de outubro de 1910 pelos irmãos Giuseppe e Nicola Puglisi, imigrantes italianos. Inicialmente eles chegaram ao Brasil para vender o vinho produzido pela família na Itália, criaram a companhia Puglisi e obtendo sucesso, resolveram diversificar ingressando no mercado de açúcar.
Eles conseguiram unificar pequenos refinadores de São Paulo para auxiliar o desenvolvimento do comércio além de garantir a qualidade do produto. A sede ficava na Alameda Barão do Rio Branco e possuía mais outras duas sucursais.
No ano de 1912, começaram as primeiras divulgações nos jornais da época e pelos anos de 1930, tornou-se patrocinadora de um programa de rádio, a Hora Doce.
Entre as décadas de 1930 e 1950, diversificou a produção, oferecendo um açúcar especial para glacês e suspiros, além de lançar a embalagem de cinco quilos visando a utilização pelos comerciantes. Em 1955, incorporaram receitas à embalagem do açúcar e no final da década de 1960, foi lançado o primeiro caderno de receitas da União.
Já no ano de 1988, trocaram a embalagem de papel para a de plástico utilizada atualmente. No início do século XXI, atendendo às novas tendências do mercado, lançaram o açúcar refinado em cubos, uma versão light com menos calorias e o açúcar orgânico.
No ano de 2014, próximo a comemoração do sesquicentenário da empresa, a companhia lança um novo produto, o açúcar União Impalpável para receitas de pasta americana.

## Proprietários e Fábricas
Durante seus mais de cento e cinquenta anos de existência, o açúcar União passou por vários proprietários. Criada em 1910 por Nicola e Giuseppi Puglisi, possuía uma fábrica na Alameda Barão do Rio Branco com cerca de 6300 metros quadrados, empregando cerca de 150 trabalhadores, além dos distribuidores e vendedores que àquela época vendia o produto à domicílio.
Foi vendida para usineiros pernambucanos em 1928, sendo reestruturada organizacionalmente. Sete anos mais tarde, foi adquirida pelo então seu presidente, José Ferraz Camargo, que assume o controle total da empresa. No final da década de 1930, incorporou a Açucareira Santista S/A e cerca de trinta anos depois, a Refinaria Piedade.
No ano de 1973, a marca foi transferida para a Copersucar quando ela adquiriu o controle acionário da Companhia União. Neste período, dobrou sua capacidade produtiva.
Em 2005, o Grupo Nova América passou a ser o dono da marca União. Durante esta gestão, a refinaria localizada na Mooca foi desativada em 2006, permanecendo abandonada por três anos. Em 2009, foi demolida, restando somente a sua chaminé. Em 2007, a Refinaria União situada em Limeira foi fechada.
No ano de 2009, a marca do açúcar União foi transferida para a Cosan quando esta incorporou as unidades industriais, portuárias e comerciais do Grupo Nova América.
Em 2012, a marca é vendida para a Camil Alimentos e mudando, assim, sua logomarca que perdura até os dias atuais.